# 핀란드 강역동맹
핀란드 강역동맹(핀란드어: Suomen Valtakunnan Liitto 수오멘 발타쿤난 릳토[*]; SVL)은 계속전쟁 당시 핀란드에서 설립된 친독 단체다. 주석은 마우노 빅토르 반나스였다. 그 외에도 조각가 배이뇌 알토넨, 교수 롤프 네반린나, 작곡가 위리외 킬피넨 등 유명인사들이 참여했다.
미코 우올라에 따르면, SVL의 목적은 애국인민운동(IKL)을 위한 예비운동(vara-liikkeenä)의 기능을 하는 것이었다. 즉슨 IKL에 불상사가 생겨서 더 이상 활동을 할 수 없을 경우에도 민족주의 의제를 계속 유지함을 담보하는 것이 그 목적이었다. 하지만 케코넨 기책에 의해 활동이 금지당했다.
위앨애의 《의학의 흑역사 2》(핀란드어: Lääketieteen musta historia II)에서는 SVL이 리스토 뤼티 등 "반역자"들을 암살하고 노르웨이의 크비슬링 정권 같은 친독 정권을 세울 계획을 가지고 있었다고 한다. 하지만 이 프로그램은 증거가 부족하다는 비판을 받았다.